# Cao Xá, Lâm Thao
Cao Xá là một xã thuộc huyện Lâm Thao, tỉnh Phú Thọ, Việt Nam.

## Địa lý
Xã nằm trong vùng đồng bằng ven sông Hồng, thuộc vùng trọng điểm lúa của huyện Lâm Thao, có vị trí địa lý:
- Phía đông thành phố Hà Nội
- Phía tây giáp xã Vĩnh Lại và xã Sơn Vi
- Phía bắc giáp thành phố Việt Trì.

Diện tích tự nhiên toàn xã là 1.035,037 hecta. Trong đó có 692,8 hecta đất ở, 54,42 hecta đất chưa sử dụng. Số dân toàn xã là 9.845 người tính tới năm 2015. Sản xuất nông nghiệp là nguồn sống chủ yếu, ngoài ra một số làng nghề thủ công như làm gạch ngói ở Hợp tác xã Cao Xá, làm Tương ở thôn Dục Mỹ.

## Lịch sử

### Thời kỳ phong kiến
Từ giữa thời Bắc thuộc lần 2, Tổng Cao Xá đã có người sinh sống ở các làng Sơn Vi, Cẩm Đội, Thụy Vân, Mạc Cả, Phù Phong. Thời 12 sứ quân, thủ lĩnh Nguyễn Khoan từ Yên Lạc, Vĩnh Phúc đến nơi này chiếm giữ, lập thêm các làng Tề Lễ, Dục Mỹ và Vĩnh Mỗ để hình thành đất Cao Xá đến ngày nay.
Thời Đinh, Tiền Lê, Tổng Cao Xá là phụ cận Thành Phong Châu. Thời Lý, Trần Tổng Cao Xá thuộc Lộ Tam Giang (Lộ: tương đương cấp tỉnh). Thời Lê - Mạc - Lê Trung Hưng, Lê - Trịnh, Tổng Cao Xá thuộc Trấn Sơn Tây. Triều Nguyễn phân chia cấp tỉnh, tổng Cao Xá thuộc huyện Sơn Vi, Phủ Lâm Thao, Tỉnh Sơn Tây. Tổng Cao Xá gồm có 8 làng: Cao Xá, Dục Mỹ, Sơn Vi, Tề Lễ, Thụy Vân, Cẩm Đội, Phù Phong, Vĩnh Mộ.

### Thời kỳ thuộc Pháp
Năm 1903, thực dân Pháp thành lập tỉnh Phú Thọ thì tổng Cao Xá trực thuộc Huyện Hạc Trì tỉnh Phú Thọ. Năm 1927, tổng Cao Xá giảm bớt một làng Sơn Vi, trả về Lâm Thao. Năm 1929, tổng Cao Xá chuyển làng Cẩm Đội và làng Thụy Vân sang tổng Minh Nông (thuộc huyện Phù Ninh, phủ Vĩnh Tường).

### Thời kỳ Sau Cách mạng tháng 8/1945
Sau Cách mạng tháng 8 năm 1945, Chính phủ Việt Nam Dân chủ Cộng hòa xóa bỏ cấp tổng, mở rộng phạm vi cấp xã, xã mới Hùng Thao được thành lập trên cơ sở tổng Cao Xá với 5 thôn làng cũ là Dục Mỹ, Cao Xá, Phù Phong, Tề Lễ, Vĩnh Mộ.
Năm 1962, huyện Hạc Trì giải thể, tháng 6-1962 thành lập thành phố Việt Trì, xã Hùng Thao trở về thuộc huyện Lâm Thao.
Cuối năm 1964, thi hành quyết định 292-NV của Bộ Nội vụ về việc đổi tên một số xã của tỉnh Phú Thọ, xã Hùng Thao được đổi tên thành xã Cao Xá.
Năm 1948 Giặc pháp về phá hoại các thôn làng của xã Hùng Thao, nhân dân Hùng Thao đã lập Làng Cao Xá trở thành Làng Kháng chiến, Ngai thần của các đình của các xóm được đem lên làng Cao Xá để chạy giặc. Đình chùa và nhà dân ở các thôn làng ngoại trừ làng kháng chiến của xã Hùng Thao đều bị đốt phá. Riêng thôn Tề Lễ vì có nhà thờ Kitô nên đốt tới nhà thờ thì giặc pháp thôi không đốt nữa. Ba gia đình góc sau nhà thờ không bị đốt là nhà ông Tô Tiến Phương, nhà ông Tô Tiến Bích và nhà ông Chu Văn Thành. Tới năm 1991, các Ngai thần của các đình chuyển về từ đình Cao Xá, Một số đình chùa bị thực dân pháp đốt sau không khôi phục lại nữa bao gồm đình Dương Khê, Đình Nam Nhạc, Đình Tề Lễ.

### Địa giới hành chính thời kỳ đổi mới

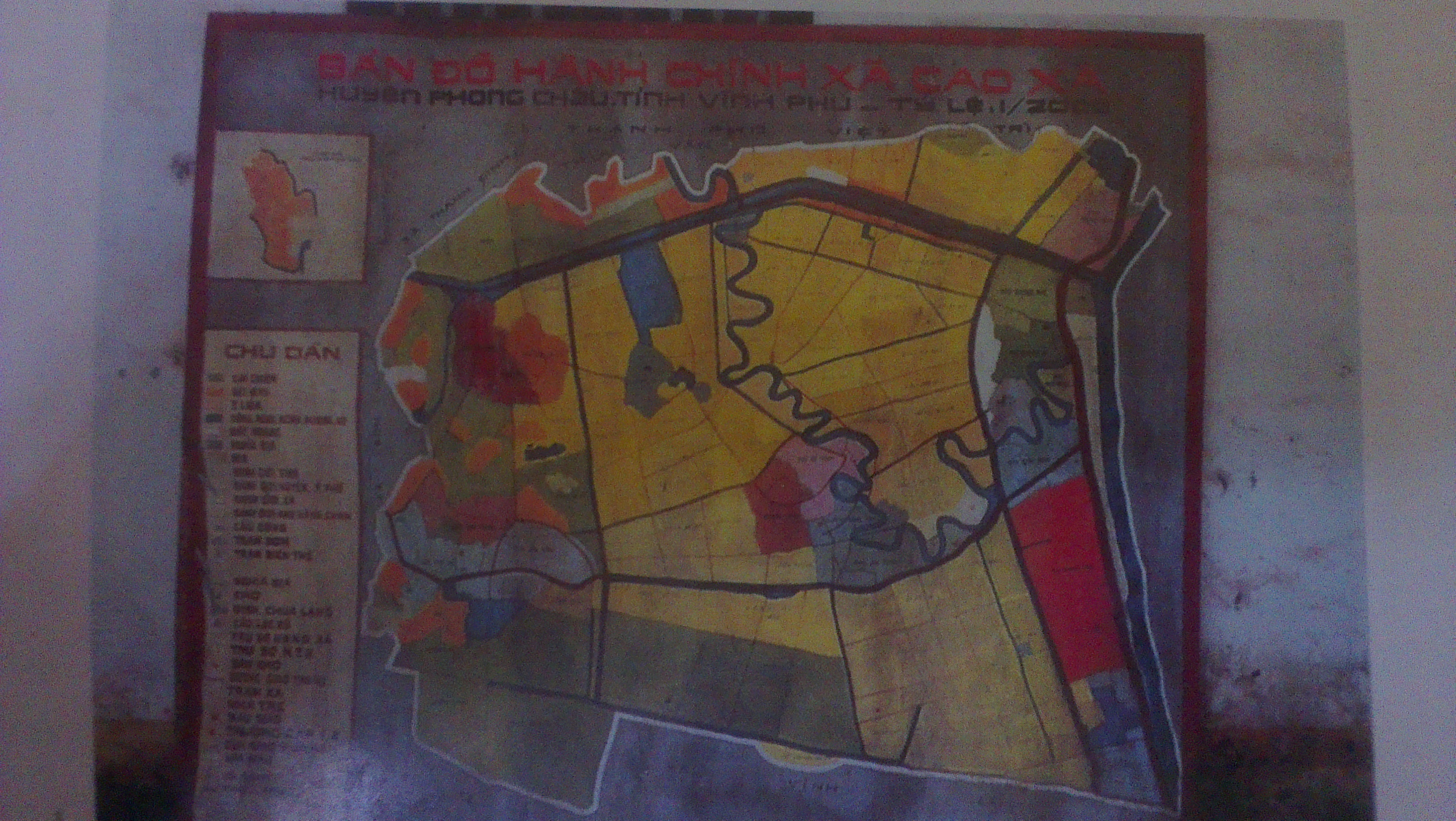
Bản đồ hành chính xã Cao Xá

Sau này chia các thôn làng trong xã thành 23 khu hành chính khác nhau, trong đó từ địa giới đất đai của các làng cũ chia thành các khu hành chính mới.
- Làng Dục Mỹ chia ra thành các khu hành chính: Xóm Trong, Xóm Giữa, Đầu Thành.
- Làng Cao Xá chia ra thành các khu hành chính: Đông Thịnh, An Thái, An Thịnh, Trung Cường, Hậu Cường, Tân Lĩnh, Đông Lĩnh, Sơn Lĩnh.
- Làng Phù Phong chia ra thành các khu hành chính: Kiến Thiết, Phong Vân A, Phong Vân B.
- Làng Tề Lễ chia ra thành các khu hành chính: Tề Lễ, một phần Nam Nhạc, một phần Nguyễn Xá A, Hạ Thôn, Thị Tứ.
- Làng Vĩnh Mộ được chia ra thành các khu hành chính: Một phần cũ xóm Nam nhạc, Nguyễn Xá A, toàn bộ Nguyễn Xá B, Dương Khê Đông, Dương Khê Tây, Thanh Hà.

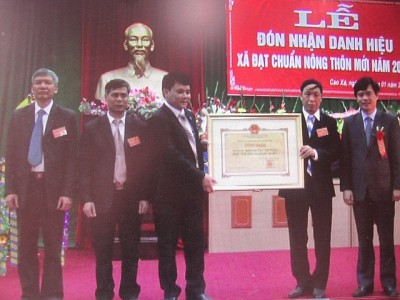
Chủ tịch UBND xã Cao Ngọc Hoành thay mặt nhân dân đón nhận danh hiệu nông thôn mới

## Công trình tín ngưỡng
Tại Cao Xá, trong những năm 1965 - 1975, các nhà khảo cổ học đã phát hiện và khai quật ở bốn địa điểm nhiều công cụ sản xuất bằng đá thuộc nền văn hóa Sơn Vi cách đây hơn 1 vạn năm. Nằm trong vùng đất được coi là chiếc nôi của dân tộc Việt Nam do các Vua Hùng dựng nên, nhân dân Cao Xá cùng với cộng đồng dân tộc đấu tranh anh dũng với thiên nhiên, chống giặc ngoại xâm, lao động cần cù, sáng tạo, xây dựng quê hương. Đề thờ Quốc Công Lân Hổ và Đình, Chùa Cao Xá là những công trình văn hóa được nhà nước CHXHCN Việt Nam xếp hạng di tích lịch sử do địa phương quản lý, là niềm tự hào của người dân Cao Xá.
Các thôn trong xã đều thao đạo Phật, riêng thônTề Lễ và các thôn thuộc Cao Lĩnh (Đông Lĩnh, Sơn Lĩnh, Tân Lĩnh) có gần 100 hộ dân theo đạo Thiên Chúa.

### Công trình tôn giáo, tín ngưỡng

#### Công trình tín ngưỡng phong kiến
Tổng Cao xá có 5 ngôi Đình lớn và 2 ngôi Đình nhỏ được các chính thể Phong kiến Việt Nam công nhận.
Đình Sơn Vi, Đình Dục Mỹ, Đình Tề Lễ, Đình Cao Xá, Đình Cẩm đội. Đình nhỏ là đình Thụy Vân và Phù Phong.
Đình Cao Xá thờ Vọng Hưng Đạo Đại Vương Trần Quốc Tuấn và Quốc công Lân Hổ với hai vị công chúa thời Hùng Vương thứ 18 là Tiên Dung và Ngọc Hoa. Đình Dục Mỹ thờ Thành hoàng làng và thờ Vọng Quốc công Lân Hổ.
Năm 1927, Sơn Vi trả về Lâm Thao, Đình Sơn Vi thuộc Sơn Vi
Năm 1929, Cẩm Đội, Thụy Vân sang tổng Minh Nông, Đình Cẩm Đội không còn thuộc Tổng Cao Xá
Năm 1930, đình Tề Lễ bị phá dỡ cùng với chùa Tề để dựng nhà nhà đạo Thiên Chúa
Năm 1948, giặc Pháp đốt Đình Phù Phong, sau này không khôi phục nữa.
Trước năm 1954 còn có Đình Vĩnh Mộ và Đình Làng Giang. Thời HTX đã phá bỏ hai ngôi đình nay. Hiện nay Đình Vĩnh Mộ đã được khôi phục lại, nằm kế bên Chùa Diên Phúc.

#### Công trình văn hoá hiện nay
Đình Dục Mỹ, Chùa Vinh Quang, Lăng Lân Hổ; Đình Cao Xá, Chùa Sơn Lôi; Đình, Chùa Hạ Thôn; Nhà thờ Tề Lễ; Nhà thờ Cao Lĩnh; Đình Vĩnh Mộ, Chùa Diên Phúc; Đình Vàng, Miếu Thanh Hà, Chùa Bảo Cát, Miếu Phù Phong
Hạ Thôn thường gọi Cao Xá hạ thờ Hai vị công chúa con của Hùng Vương thứ 18 là Tiên Dung và Ngọc Hoa. Hai bà lúc đầu được thờ vọng ở Đình Cao Xá, sau này tách làng tách xóm nên Cao Xá Hạ xây đình mới để Phụng thờ riêng.
Miếu Thanh Hà: Dân gian kể lại có vị quan bị oan sai lẽ phải chết nhưng trốn thoát ra dân gian rồi trộm cắp của dân sống qua ngày. Đến xứ này bị dân đánh chết. Mãi sau này được đồng liêu triều đình minh oan tìm ra nơi táng thân. Dân xứ này từ mộ cũ dựng thành miếu thờ phụng đều đặn những mong hồn thác oan phù hộ cho dân xứ này.
Dân gian Việt Nam làng nào cũng có đìng làng là nơi họp làng, là công trình văn hoá đại diện cho một làng quê. Ngoài các công trình văn hóa hiện nay còn một số đình chùa khác không thuộc 5 đình lớn của 5 Làng từng tồn tại trong Lịch sử xã Cao Xá nhưng không còn tồn tại đến ngày nay như Đình Nam Nhạc, Đình Làng Giang, Đình Phù Phong,.... và đất thiêng đều đã cắt cho dân làng cất nhà để ở.

## Làng văn hóa
Chiểu theo các thôn làng cũ của tổng Cao Xá trước đây, các làng văn hóa mới của Xã Cao Xá ngày nay gồm
- Làng văn hóa Dục Mỹ gồm các khu hành chính: Đầu Thành, Xóm Giữa, Xóm Trong.
- Làng văn hóa Cao Xá gồm các khu hành chính: An Thịnh, An Thái, Trung Cường, Hậu Cường, Đông Thịnh.
- Làng văn hóa Cao Lĩnh gồm các khu hành chính: Tân Lĩnh, Đông Lĩnh, Sơn Lĩnh.
- Làng văn Hóa Vĩnh Tề (Trên cơ sở hai làng Vĩnh Mộ, Tề Lễ) gồm bảy khu hành chính: Tề Lễ, Nguyễn Xá A, Nguyễn Xá B, Nam Nhạc, Thanh Hà, Dương Khê Đông, Dương Khê Tây.
- Làng văn hóa Phù Phong gồm ba khu hành chính: Kiến Thiết, Phong Vân A, Phong Vân B.
- Làng văn hoá Hạ Trang gồm hai khu hành chính Hạ thôn, Thị Tứ.[4]

## Thông tin thêm
Xã Cao Xá từng hứng trọn trận lụt lịch sử năm 1971.
Làng Vĩnh Mộ ngày xưa có một cây gạo cổ thụ ở ao đình làng Vĩnh Mộ và Vĩnh Mộ có cống 4 cửa chảy ra Sông Hồng, Cầu Sắt.

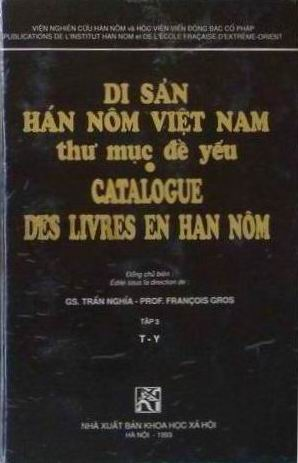

Nguồn gốc tên gọi của Làng Tề Lễ là lấy theo tên quan được triều đình nhà Đinh phong cho vị tướng ở làng này, cụ ở chức Tề Lễ Đường Thượng Quan, hằng năm rước kiệu tháng 3 đều xướng lên có hai hàng lễ. Vật phẩm tế là xôi nếp đồ từ lúa nếp cấy rẽ ở dệ Đồng Tề và gà luộc chín, gà khi mổ phải không được xước da thịt nào cả. Có Đám rước kiệu đi quanh làng. Đất của Làng Tề Lễ cũng rất lạ, lối vào làng có ba cái cầu, một cầu tre và hai cầu bện đất với đá, mưa đất trôi sụt dân lại nhồi cọc gỗ giữ cầu, cả làng như một cù lao bãi nổi vì con ngòi Tùng chạy vòng quanh, trong ngòi làm đất ở, ngoài ngòi đất trồng cấy.
Một bài báo do nhà Báo Đặng Thiện viết năm 1989, các cụ có tuổi trong làng Tề Lễ kể thì từ Thời vua Đinh dẹp 12 đường loạn mà giữ nước thì vị tướng là Hoàng Định đã bỏ tối theo sáng, rời đất Phong Châu của sứ quân Kiều Công Hãn mà tìm về Hoa Lư cùng Nguyễn Bặc theo chân mệnh Thiên Tử. Sau khi dẹp xong 12 sứ quân, triều Đinh khai quốc Đại Cồ Việt thì cụ Nguyễn Bặc nhận phong Định Quốc Công rồi làm tể tướng triều đình từ năm 968-979 còn cụ Hoàng Định thì từ chức về làm dân thường. Vua Đinh Tiên Hoàng không nỡ xa nên sau này có mời cụ về làm quan rồi sai cả Tể tướng Nguyễn Bặc mời mà cụ không về triều đình, cảm đức Trương Lương, Phạm Lãi  nên vua phong cho cụ là Tề Lễ Đường Thượng Quan, lọng, võng về theo và phong đất ở ngay trước thành cũ của Kiều Công Hãn là đất mà cụ đã chọn từ khi theo Tiên Hoàng đánh đông dẹp bắc.
Tề Lễ Đường Thượng Quan là chức quan được phong cho cụ Hoàng Định sau khi cụ từ bỏ làm quan mưu (quân sư)cho Kiều Công Hãn cát cứ Thành Phong Châu mà đi theo (Phò tá) Đinh Tiên Hoàng. Cụ Định có công rất lớn trong việc Đinh Tiên Hoàng thu phục đánh bại các sứ quân trong thời kỳ loạn 12 sứ quân, nguyên quán nghe dân đồn kể ở đất Hưng Hóa nhưng chưa hay hư thực. Khi nghỉ quân ở Ngòi Tùng, Cụ bảo Đất này tốt, dân sống hậu nên tỏ ý khi đất nước thanh bình sẽ tới ở, cũng vì lẽ đó mà đất Mạc Cả đổi thành Tề Lễ theo tên chức quan của cụ, cũng là đất được triều đình Phong thưởng. Đất làng Tề Lễ rộng vậy là do đất phong, chu vi cả đất thổ cư và đất Đồng Tề rộng bằng 1/3 tổng Cao Xá 8 làng gộp lại là vì lẽ ấy. Tề Lễ Đường Thượng Quan được nhân dân thờ trong đình Tề Lễ. Lịch sử các triều đại tuy ban cho nhiều sắc phong nhưng dân làng Tề cạy thế đất rộng, cây nhiều mà biếng học nên các văn tích dần dần mai một ít người biết đến, tuy Đình Tề Lễ có nhiều sắc phong nhưng đều không truyền ghi lại được, sau bị làng khác cướp đất không giữ được nên lại sẵn nết cũ bỏ đình bỏ chùa mà theo tây xây nhà đạo ki tô, may mà còn một số nhà không theo ki tô giáo phụng sự tổ tiên, giữ được cho danh tiếng người xưa khỏi hoạ mai một. Ngày giỗ của cụ Hoàng Định là Năm thứ 5 niên hiệu Thiên Phúc triều Tiền Lê, ngày 25 tháng 03 năm Giáp Thân 984. Nhắc lại là Tổng Cao Xá chỉ có duy nhất cụ Hoàng Định là người có công lao lớn với lịch sử buổi đầu độc lập sau thời kỳ nghìn năm giặc phương Bắc đô hộ và công lao được hết thảy triều đình phong kiến Việt Nam ghi nhân. Tương truyền Đất Đồng Tề trước thời Hậu Lê không phải nộp tô nhưng chỉ có mấy họ gốc từ khi lập Làng trong đất Làng Tề Lễ còn lại thì không được cho dân nơi khác tới ở để khỏi nhiễu đất miễn thuế quan. Nước mình có chiến tranh nhiều, họ Hoàng đơn truyền nhiều đời nên lâu dần họ cụ Hoàng Định không còn đinh nào nữa. Ân điển phong kiến đến triều Mạc là hết.
Làng Phù Phong (tên chữ: Phong - Gió, Phù - Nổi không phải là Phong - ghẻ lở) lở sông không ở được phải vào trong kè đê, Làng Tề nhường một nửa đồng Tề cho 3 khu gò, Gò Thượng,gò Hạ làm đất ở, Gò Thiện làm điền. Ngày nay Dân Phù Phong định cư tại gò Thượng gọi là Phung Thượng, Dân Phù Phong định cư tại gò Hạ gọi là Phung Hạ.
Xã Cao Xá đứng đầu bởi Đảng bộ xã Cao Xá và chính quyền địa phương trong nhiều năm liền luôn là ngọn cờ đầu của Huyện Lâm Thao.
Xã Cao Xá đã đạt danh hiệu "Xã đạt chuẩn Nông thôn mới" vào năm 2014. Đó là thành công nỗ lực rất lớn của Đảng bộ và nhân dân Cao Xá.